# Louisa Chiricová
Louisa Chiricová (nepřechýleně Chirico, * 16. května 1996 Morristown, New Jersey) je americká profesionální tenistka. Ve své dosavadní kariéře na okruhu WTA Tour nevyhrála žádný turnaj. V rámci okruhu ITF získala pět titulů ve dvouhře a dva ve čtyřhře.
Na žebříčku WTA byla ve dvouhře nejvýše klasifikována v říjnu 2016 na 58. místě a ve čtyřhře v březnu 2017 na 184. místě. Trénuje ji australský kouč Jay Gooding.

## Tenisová kariéra
V juniorské kategorii si zahrála dvě semifinále Grand Slamu. Na juniorce French Open 2013 podlehla v této fázi soutěže pozdější vítězce Belindě Bencicové ze Švýcarska a stejný scénář se opakoval o měsíc později na juniorce Wimbledonu 2013. První seniorský zápas na okruhu ITF odehrála 15. května 2012 v americkém Landisville.
Hlavní grandslamovou soutěž si poprvé zahrála na French Open 2015, do níž získala divokou kartu od Amerického tenisového svazu. V úvodním kole ji vyřadila ruská turnajová devítka Jekatěrina Makarovová po setech 6–4 a 6–2. O necelý měsíc později nepostoupila z wimbledonské kvalifikace 2015, když jako třetí nasazená ztratila rozhodující duel s čínskou hráčkou Sü I-fan. Zářijové US Open 2015 znamenalo obdržení další divoké karty do dvouhry. V první fázi však nenašla recept na britskou kvalifikantku Johannu Kontaovou, jíž dokázala odebrat jen tři gamy.
Premiérový zápas na okruhu WTA Tour vyhrála na srpnovém Citi Open 2015, probíhajícím ve Washingtonu. V otevíracím duelu hladce vyřadila Britku Heather Watsonovou 6–3 a 6–0, aby poté zdolala i pátou nasazenou Francouzku Alizé Cornetovou až v tiebreaku rozhodující sady. Ve čtvrtfinále skončila na raketě krajanky Sloane Stephensové.

## Soukromý život
Narodila se roku 1996 v newjersejském Morristownu do rodiny inženýrky, a později ženy v domácnosti, Carole a bankéře Johna Chiricových. Vyrůstala v Harrisonu, ležícím v unijním státu New York.
Tenis začala hrát v sedmi letech. Za oblíbený povrch uvedla antuku.

## Finále na okruhu ITF
| Dotace turnajů okruhu ITF | Dotace turnajů okruhu ITF |
| ------------------------- | ------------------------- |
| 100 000 $ tournaments     | 80 000 $ tournaments      |
| 75 000 $ tournaments      | 60 000 $ tournaments      |
| 50 000 $ tournaments      | 25 000 $ tournaments      |
| 15 000 $ tournaments      | 10 000 $ tournaments      |

### Dvouhra: 10 (5–5)
| Stav       | č. | datum           | turnaj                              | povrch    | soupeřka ve finále          | výsledek                |
| ---------- | -- | --------------- | ----------------------------------- | --------- | --------------------------- | ----------------------- |
| Vítězka    | 1. | 21. května 2012 | Sumter, Spojené státy               | tvrdý     | Victoria Duvalová           | 6–4, 6–3                |
| Finalistka | 1. | 18. února 2013  | Surprise, Spojené státy             | tvrdý     | Tara Mooreová               | 6–4, 6–3                |
| Vítězka    | 2. | 9. června 2014  | Padova, Itálie                      | antuka    | Paula Cristina Gonçalvesová | 6–2, 1–6, 7–6(7–3)      |
| Finalistka | 2. | 16. června 2014 | Lenzerheide, Švýcarsko              | antuka    | Jelizaveta Kuličkovová      | 5–7, 2–6                |
| Finalistka | 3. | 2. února 2015   | Midland, Spojené státy              | tvrdý (h) | Tatjana Mariová             | 2–6, 0–6                |
| Vítězka    | 3. | 20. dubna 2015  | Dothan, Spojené státy               | antuka    | Katerina Stewartová         | 7–6(7–1), 3–6, 7–6(7–1) |
| Finalistka | 4. | 4. května 2015  | Indian Harbour Beach, Spojené státy | antuka    | Katerina Stewartová         | 4–6, 6–3, 3–6           |
| Finalistka | 5. | září 2017       | Tampico, Mexiko                     | tvrdý     | Irina Falconiová            | 5–7, 7–6(3), 1–6        |
| Vítězka    | 4. | březen 2019     | Sao Paulo, Brazílie                 | antuka    | Danka Kovinićová            | 6–0, 6–2                |
| Vítězka    | 5. | duben 2022      | Charlottesville, Spojené státy      | antuka    | Wang Si-jü                  | 6–4, 6–3                |

### Čtyřhra: 5 (2–3)
| Stav       | č. | datum           | turnaj                              | povrch | spoluhráčka      | soupeřky ve finále                   | výsledek          |
| ---------- | -- | --------------- | ----------------------------------- | ------ | ---------------- | ------------------------------------ | ----------------- |
| Finalistka | 1. | 4. února 2013   | Rancho Mirage, Spojené státy        | tvrdý  | Jan Abazová      | Tara Mooreová Melanie Southová       | 6–4, 2–6, [10–12] |
| Vítězka    | 1. | 29. dubna 2013  | Indian Harbour Beach, Spojené státy | antuka | Jan Abazová      | Asia Muhammadová Allie Willová       | 6–4, 6–4          |
| Finalistka | 2. | 13. ledna 2014  | Port St. Lucie, Spojené státy       | antuka | Jan Abazová      | Réka-Luca Janiová Irina Chromačovová | 4–6, 4–6          |
| Finalistka | 3. | 2. června 2014  | Brescia, Itálie                     | antuka | Asia Muhammadová | Sanaz Marandová Florencia Molinerová | 4–6, 6–4, [8–10]  |
| Vítězka    | 2. | 16. června 2014 | Lenzerheide, Švýcarsko              | antuka | Sanaz Marandová  | Jang Su-jeong Justyna Jegiołková     | 6–3, 6–4          |